# سن پیترو این گوارانو
سن پیترو این گوارانو (به ایتالیایی: San Pietro in Guarano) یک کومونه در ایتالیا است که در استان کزنتزا واقع شده‌است.

## خصوصیات
سن پیترو این گوارانو ۴۸ کیلومترمربع مساحت و ۳٬۷۲۰ نفر جمعیت دارد و ۶۲۵ متر بالاتر از سطح دریا واقع شده‌است.